# Final Fantasy: Legend of the Crystals
Final Fantasy: Legend of the Crystals foi um anime em animação de vídeo original (OVA), baseado na série Final Fantasy dos Video games. foi lançado no Japão em 1994, e distribuído pela Urban Vision Entertainment em 1998 na América do norte. A Urban vision não possuía licença para produzir a série, e por causa disso, o anime não pode ser mais exibido no ocidente.
A série é uma sequência do jogo Final Fantasy V, e foi lançada em quatro episódios,de trinta minutos cada, em fitas VHS. Legend of the Crystals se passa 200  anos após os eventos de Final Fantasy V.